# Ріпненський Камінь

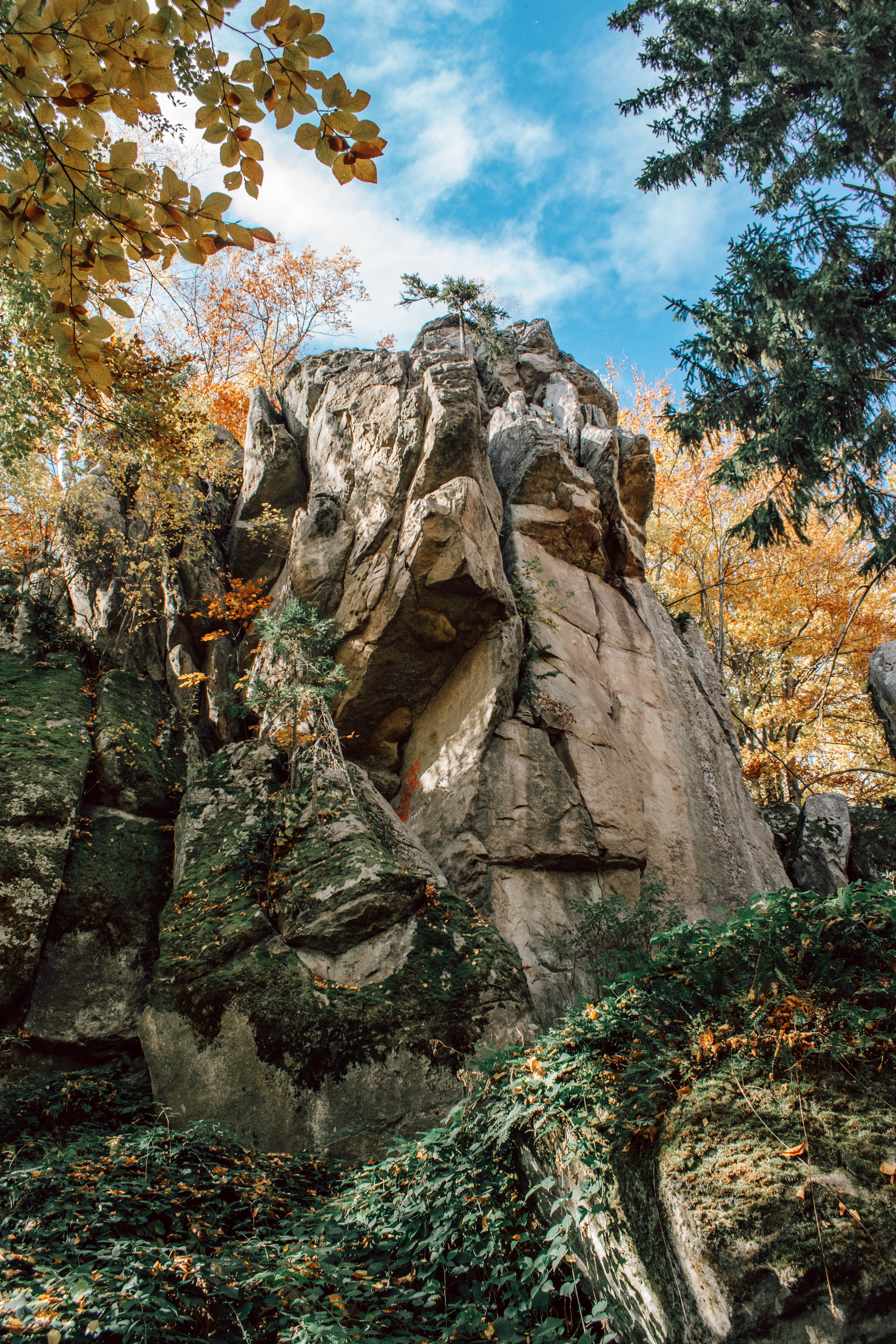
Ріпенський камінь

Ріпне́нський Ка́мінь — група скель в Український Карпатах (північна окраїна масиву Горгани). Розташовані в межах Рожнятівського району Івано-Франківської області, на захід від села Ріпне.
Максимальна висота скель — бл. 15 м. Розташовані серед лісового масиву на стрімкому схилі гори Гомотівка (північна окраїна масиву Горгани). Утворені пісковиками. При підніжжі скель є кілька невеликих гротів. З вершини скель відкривається мальовнича панорама на довколишні гори та долину річки Лімниці. 
На південний схід від скель розташований водоспад Підгуркало.

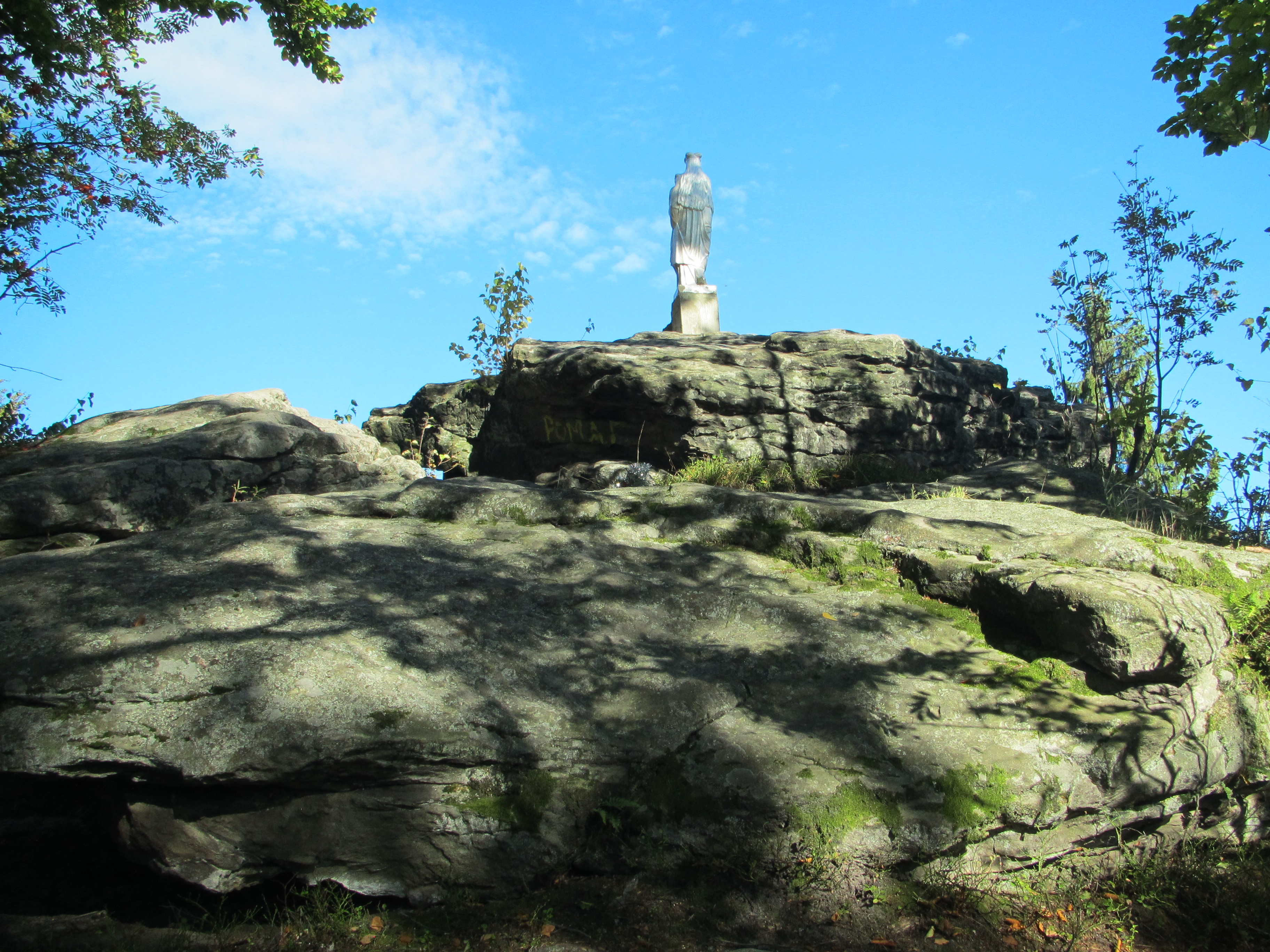